# DJ Premier
Christopher Edward Martin, född 21 mars 1966 i Houston, Texas, känd under artistnamnet DJ Premier (även kallad Preem, Premo eller Primo), är en amerikansk hiphopproducent. Han räknas som en av genrens största och bästa producenter genom tiderna.
Tillsammans med rapparen Guru fick DJ Premier sitt genombrott som hiphop-duon Gang Starr under 1990-talet. Trots att DJ Premier är född i södra USA förknippas han starkt med New York och Östkusthiphopen.

## Artistsamarbeten i urval
Nedan följer ett urval av artister, utöver Gang Starr, som DJ Premier har producerat musik för. Alfabetisk ordning.
- Christina Aguilera (bland andra "Ain't No Other Man")
- AZ
- Big L
- Common ("The 6th Sense")
- Guru
- Nas
- Jay-Z
- Alicia Keys ("Streets of New York")
- KRS-One
- M.O.P.
- The Notorious B.I.G.
- Prop Dylan
- Rakim
- Ras Kass ("Goldyn Chyld")
- REKS
- Royce Da 5'9"
- Torae
- Xzibit ("What A Mess")
- Neyd
- The Four Owls ("Think Twice")